# 陳三策
陳三策（1542年—？），字幼學，號如齋，山東濟南府武定州（今惠民縣）人，民籍，明朝政治人物。

## 生平
嘉靖四十三年（1564年）甲子科山東鄉試第十三名，萬曆五年（1577年）丁丑科會試第九十名，登三甲第一百三十六名進士。授藁城縣知縣，調襄垣縣，皆有政績。擢戶部主事，升戶部郎中，督大同軍餉。萬曆十九年（1591年），升浙江副使。以母病乞歸，卒年八十八。

## 家族
曾祖陳謙，曾任教諭；祖父陳天敘，曾任壽官；父陳都，曾任教諭。母劉氏。慈侍下。